# Сан Карло (Алесандрија)
Сан Карло је насеље у Италији у округу Алесандрија, региону Пијемонт.
Према процени из 2011. у насељу је живело 96 становника. Насеље се налази на надморској висини од 171 м.